# Илија Брашић
Илија Брашић (Опарић, 16. октобар 1882 — Милвоки, 13. март 1951), био је армијски генерал, командант Армије нишке области.

## Биографија
Рођен је 16. октобра 1882. године у Опарићу. Завршио гимназију у Јагодини, после чега прелази на војну академију (као питомац 33. класе). Академију завршава у септембру 1903. године када добија чин артиљеријског потпоручника. Затим, наставља школовање на вишој војној академији (20. класа). Чин поручника добија 1908. године.
Учествовао је у Балканским ратовима, из којих је изашао са чином капетана прве класе 1913. године, учествовао у гушењу Арнаутска буне. Oженио се 1914. године, ћерком пуковника Косте Кнежевића из Зајечара.
Током Првог светског рата, са чином мајора, обављао значајне војне дужности на положају команданта батаљона и начелника штаба пешадијске бригаде Дунавске дивизије. Године 1915. унапређен у чин мајора а 1920. у чин потпуковника.
1921. године иде на ђенералштабну припрему. Поред редовних дужности био и наставник војне географије на вишој школи Војна Академије 1924. добија чин пуковника а 1933. добија чин дивизијског генерала. Непосредно пред Други светски рат, постаје армијски генерал 1940. године.
У време немачког напада 1941. године, био је командант 3. армије која је имала задатак да елиминише Италијане из Албаније. Међутим, немачки напад је био толико муњевит, да је Краљевина Југославија капитулирала и уместо у Албанији, у борби са Италијанима.
Заробљен и интерниран у логор Онсабрик код Нирнберга. Подржавао је Недића у борби против комуниста и потписник је Нирнбершке декларације. Други светски рат провео у заробљеништву, а по ослобођењу, емигрирао у Сједињене Америчке Државе.
После рата, био на потерници ОЗНЕ као злочинац.
Преминуо је 13. марта 1951. у Милвокију, Минесота. Сахрањен на гробљу Манастира Светог Саве у Либертивилу.